# Хоуптон, Вирџинија
Хоуптон је неукључено подручје у Округу Акомак у Вирџинији. 37° 48′ 26″ N 75° 38′ 15″ W / 37.80722° С; 75.63750° З